# Избори за председника Аустрије 1965.
Избори за председника Аустрије 1965. су били четврти избори за председника у историји Аустрије. Избори су одржани 23. маја 1965. после смрти дотадашњег председника Адолфа Шерфа. За изборе су се кандидовала два човека из две најјаче странке у Аустрији. Социјалдемократску партију је представљао Франц Јонас, а Аустријску народну странку бивши канцелар Алфонс Горбач. Победио је Јонас који је у првом кругу освојио 50,69% гласова.

## Изборни резултати
Резултати председничких избора у Аустрији 1965.
| Укупно важећих гласова                                    | Укупно важећих гласова | 4.585.324 | 100 |
| Неважећих гласова                                         | Неважећих гласова      | 94.103    | 2,0 |
| Извор: Резултати председничких избора у Аустрији од 1951. |                        |           |     |

- Од 4.874.928 регистрованих гласача на изборе је изашло 95,99%

## Последице избора
Франц Јонас је постао нови председник Аустрије. На следећим изборима који су одржани 1971. такође ће освојити највише гласова и држаће ту позицију све до своје смрти 24. априла 1974.